# I dieci giorni che sconvolsero il mondo (film)
I dieci giorni che sconvolsero il mondo (in russo Красные колокола. Фильм 2. Я видел рождение нового мира?, Krasnye kolokola. Fil'm 2. Ja videl roždenie novogo mira, traducibile in Le campane rosse. Film 2. Ho visto la nascita di un nuovo mondo) è un film del 1982 diretto da Sergej Bondarčuk.
Si tratta di una coproduzione internazionale tra URSS, Italia e Messico. L'opera è tratta dall'omonimo libro di John Reed, che aveva già ispirato, l'anno precedente, il film di Warren Beatty Reds. È il secondo film della dilogia "Le campane rosse" (il primo è Messico in fiamme), dedicata al giornalista statunitense.

## Trama
Nel 1917 il giornalista americano John Reed si ritrova immerso insieme alla compagna Louise Bryant negli ultimi dieci giorni della Rivoluzione d'ottobre a Pietrogrado.